# A Woman's Face
A Woman's Face (bra: Um Rosto de Mulher; prt: A Cicatriz do Mal) é filme noir estadunidense de 1941, do gênero drama, dirigido por George Cukor, e estrelado por Joan Crawford e Melvyn Douglas. O roteiro de Donald Ogden Stewart e Elliot Paul foi baseado na peça teatral "Il était une fois" (1932), de Francis de Croisset.
A trama retrata a história de uma chantagista desfigurada que, devido a sua aparência, despreza todas as pessoas que encontra. O filme é narrado através de flashbacks conforme testemunhas dão seu depoimento num tribunal.
A primeira versão cinematográfica da peça é uma produção sueca intitulada "En kvinnas ansikte" (1938), com Ingrid Bergman no papel principal. Uma das imagens de Crawford usada na publicidade do filme mais tarde foi incluída na capa do álbum "Exile on Main St." (1972), da banda The Rolling Stones.

## Sinopse

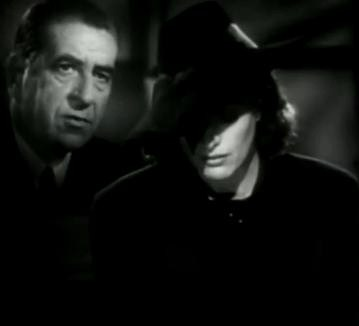
Robert Warwick e Joan Crawford em cena do filme.

Anna Holm (Joan Crawford) é uma mulher chantagista traumatizada por uma enorme cicatriz que tem em seu rosto. Por causa de sua desfiguração, Holm costuma desprezar todas as pessoas ao seu redor. Quando ela finalmente consegue recuperar sua beleza devido a uma cirurgia plástica realizada pelo Dr. Gustaf Segert (Melvyn Douglas), ela ainda se vê atormentada pelo passado, e começa a pensar se deve ou não voltar à sua vida criminosa.

## Elenco
- Joan Crawford como Anna Holm / Ingrid Paulsen
- Melvyn Douglas como Dr. Gustaf Segert
- Conrad Veidt como Torsten Barring
- Osa Massen como Vera Segert
- Reginald Owen como Bernard Dalvik
- Albert Bassermann como Cônsul Magnus Barring
- Marjorie Main como Emma Kristiansdotter
- Donald Meek como Herman Rundvik
- Connie Gilchrist como Christina Dalvik
- Richard Nichols como Lars-Erik Barring
- Charles Quigley como Eric
- Gwili Andre como Gusta
- Clifford Brooke como Wickman
- George Zucco como Advogado de Defesa
- Henry Kolker como Juiz
- Robert Warwick como Segundo Juiz
- Gilbert Emery como Terceiro Juiz
- Henry Daniell como Promotor Público
- Sarah Padden como Chefe de Polícia
- William Farnum como Servidor do Tribunal

## Recepção
A revista Variety observou que "a Srta. Crawford, a garota glamourosa das telas, tomou um passo radical ao permitir a maquiagem necessária para a desfiguração facial na primeira metade do filme ... [Crawford] tem um papel dramático forte e simpático que ela interpreta de uma maneira de alto nível".
Mais recentemente, o crítico de cinema Dennis Schwartz discutiu a importância do papel para a carreira da atriz: "Joan Crawford agarrou a oportunidade de estrelar nesse papel suculento apesar de ter que interpretar uma mulher com o rosto desfigurado (pelo menos na primeira metade do filme), o que até Louis B. Mayer (chefe da MGM) lhe aconselhou que poderia ser custoso para sua carreira no futuro. Ao invés disso, acabou se tornando um dos seus papéis mais aclamados e apenas ajudou a promover sua carreira como uma atriz dramática séria (ela ganhou o Oscar por Alma em Suplício em 1945, sendo que ela alegava que este filme teve um efeito cumulativo na premiação). A maquiagem da cicatriz de Crawford é creditada a Jack Dawn, que fez a maquiagem de filmes como The Wizard of Oz (1939) e Dr. Jekyll and Mr. Hyde (1941)".

### Bilheteria
De acordo com os registros da Metro-Goldwyn-Mayer, o filme arrecadou US$ 1.077.000 nacionalmente e US$ 830.000 no exterior, totalizando US$ 1.907.000 mundialmente. A produção fez o estúdio perder dinheiro, com um prejuízo de US$ 131.000.